# Lugar de memoria

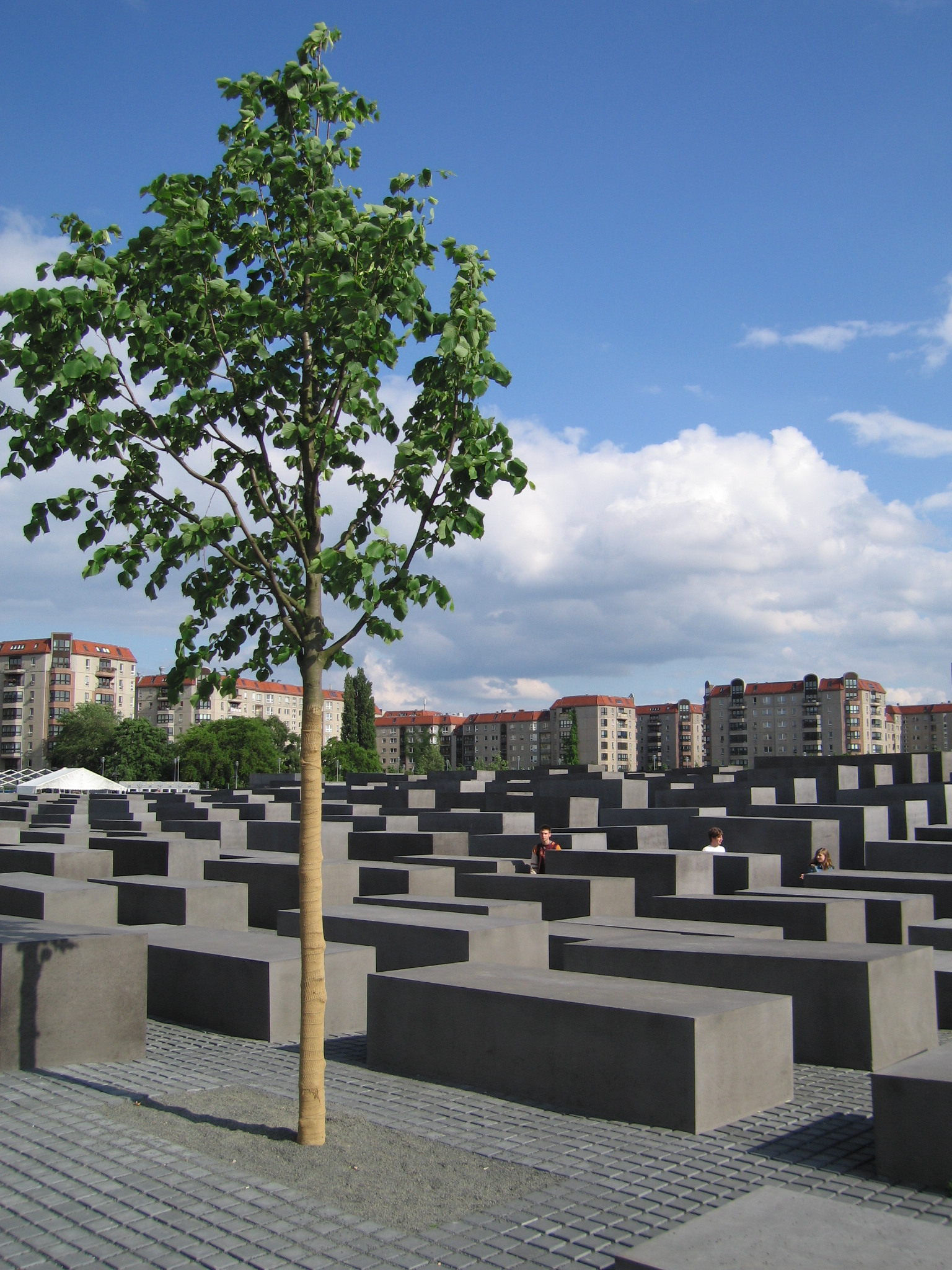
Monumento al Holocausto en Berlín (Alemania)

El lugar de memoria es un concepto histórico propuesto por el libro Les Lieux de Mémoire, publicado bajo la dirección del historiador francés Pierre Nora entre 1984 y 1992. El término lieu de mémoire entró en el diccionario Le Grand Robert de la lengua francesa en 1993 y pasó a ser de uso común.
Ya en 1978, en su contribución sobre la «memoria colectiva» en la enciclopedia La Nouvelle Histoire, Pierre Nora señalaba que «la historia se escribe ahora bajo la presión de las memorias colectivas», que buscan «compensar el desarraigo histórico de lo social y la angustia del futuro a través de la valorización de un pasado hasta ahora no vivido como tal».
Según Pierre Nora, «un lugar de memoria en todos los sentidos de la palabra va desde el objeto más material y concreto, posiblemente ubicado geográficamente, hasta el objeto más abstracto e intelectualmente construido». Por lo tanto, puede ser un monumento, un personaje importante, un museo, archivos, así como un símbolo, un lema, un acontecimiento o una institución. También las redes sociales virtuales son empleadas como lugares de memoria.
«Un objeto», explica Pierre Nora, «se convierte en un lugar de memoria cuando escapa al olvido, por ejemplo con la colocación de placas conmemorativas, y cuando una comunidad lo reviste con su afecto y sus emociones». A diferencia de la genealogía, que se refiere esencialmente a la historia y a la filiación de las familias, limitándose a la historia personal o de las personas entre las que existe un vínculo, los lugares de memoria remiten a la historia colectiva. A través de ellos, podemos acercarnos a las instituciones, las comunidades y sus organizaciones, los principales organismos estatales, las comunidades religiosas.